# Піві-малюк вербовий
Піві-малюк вербовий (Empidonax traillii) — вид горобцеподібних птахів родини тиранових (Tyrannidae). Гніздиться в Північній Америці, зимує в Мексиці, Центральній і Південній Америці. Вид названий на честь шотландського зоолога Томаса Стюарта Трейлла.

## Опис

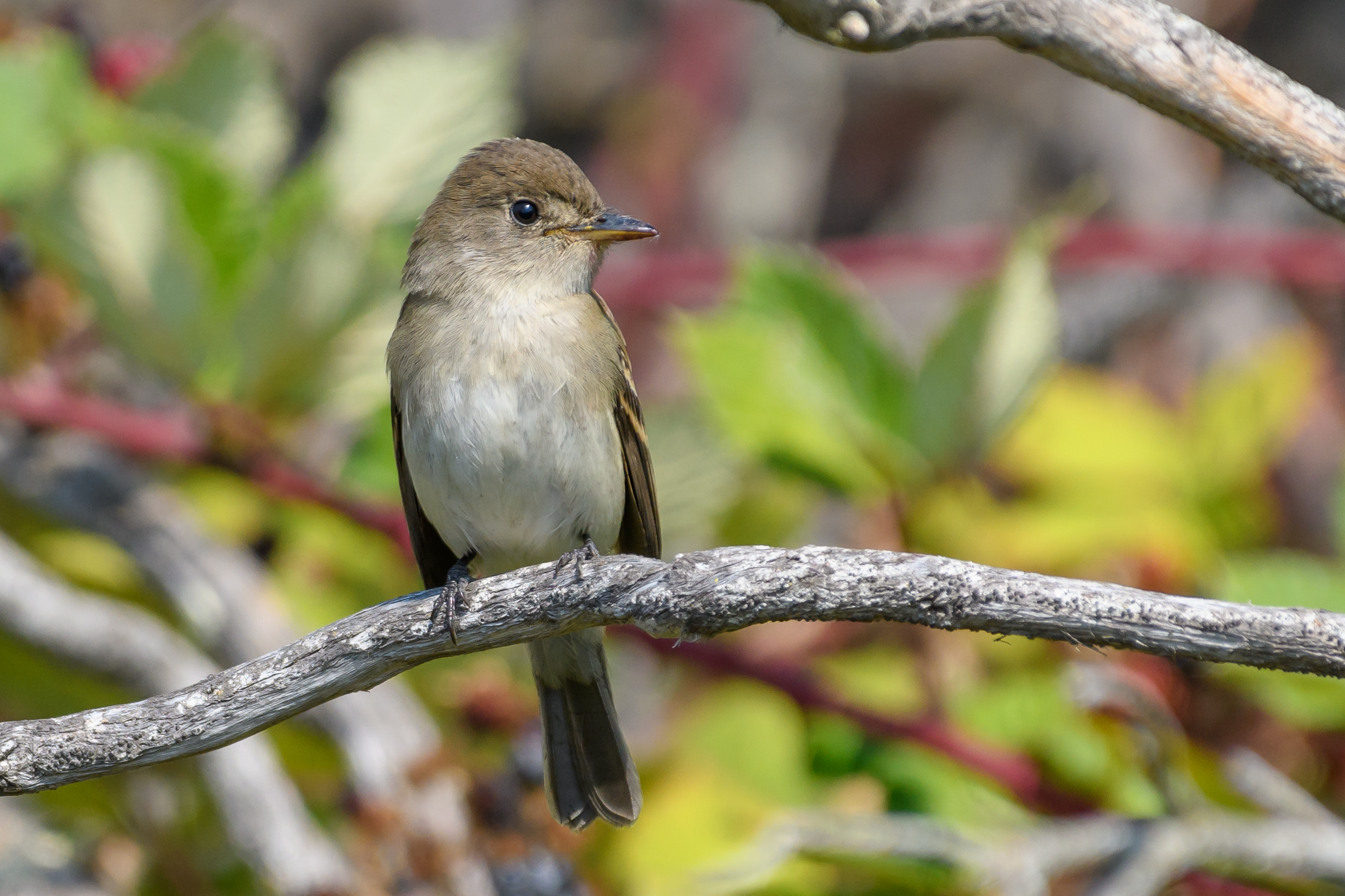
Вербовий піві-малюк

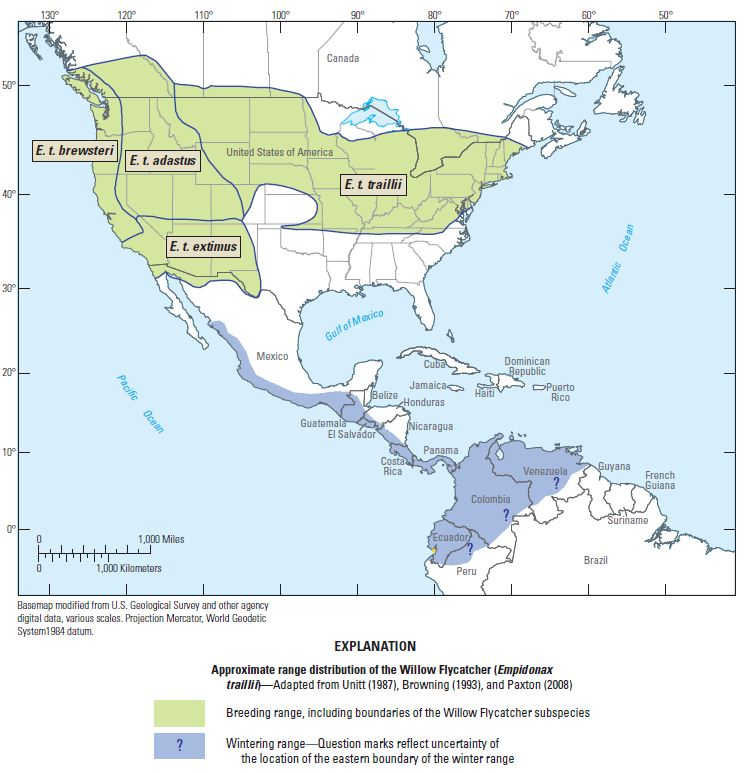
Поширення підвидів вербового піві-малюка

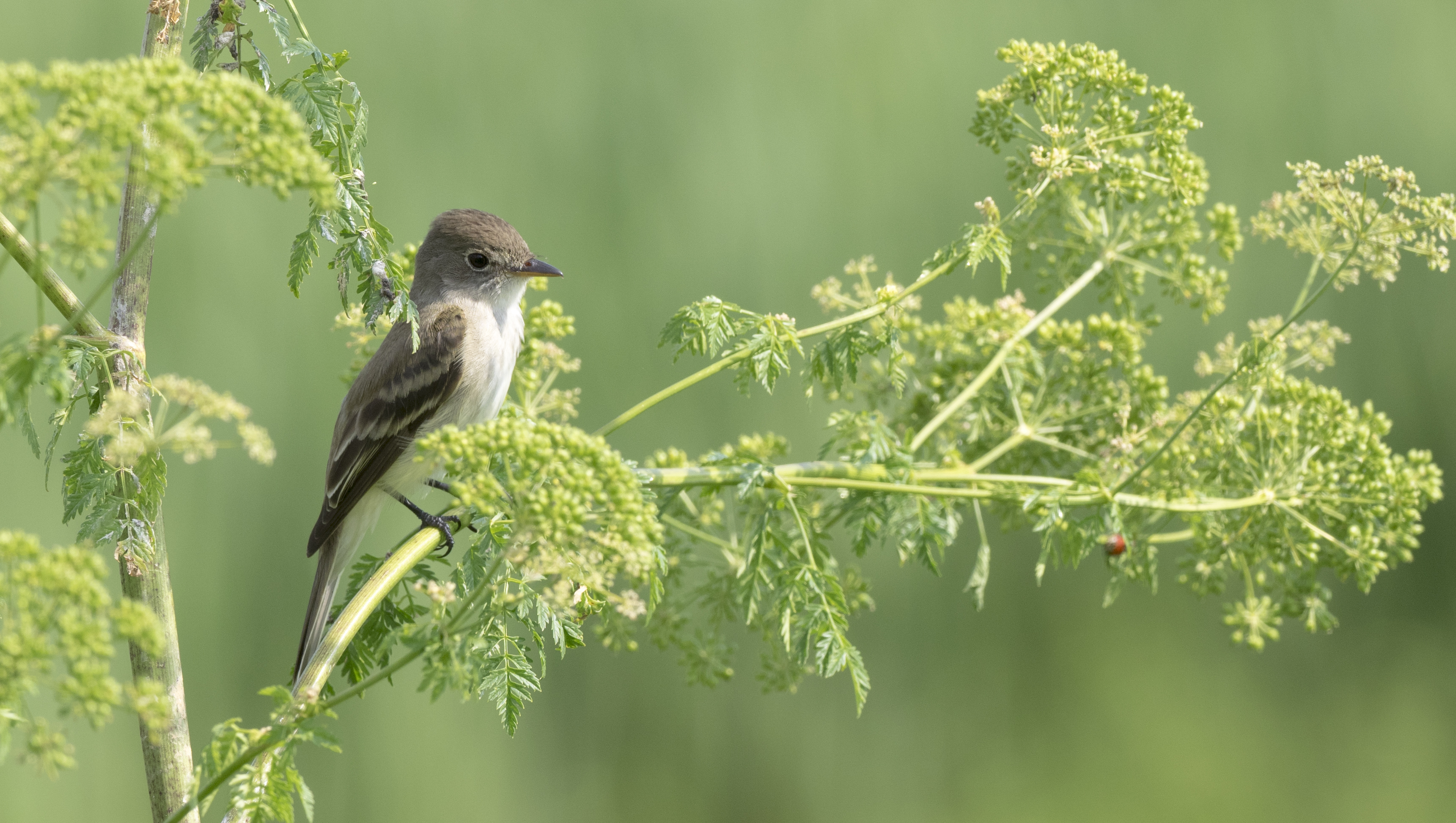
Вербовий піві-малюк

Довжина птаха становить 13-17 см, розмах крил 22 см, вага 11-14 г. Довжина крила становить 68,7–75,6 мм, довжина хвоста 54–64,5 мм, довжина дзьоба 10,5–12,3 мм, довжина цівки 15,5–18 мм. Верхня частина тіла бурувато-оливкова, тім'я, крила і хвіст більш темні, нижня частина тіла білувата, боки мають оливковий відтінок, груди оливково-сірі. Навколо очей нечіткі білі кільця, на крилах білі смуги. Дзьоб зверху темний, знизу жовтувато-оранжевий.

## Підвиди
Виділяють чотири підвиди:
- E. t. brewsteri Oberholser, 1918 — гніздяться на заході Північної Америки, від південно-західної Британської Колумбії до центральної Каліфорнії, на схід до Каскадних гір і Сьєрра-Невади. Зимують на заході Мексики і Центральної Америки;
- E. t. adastus Oberholser, 1932 — гніздяться в регіоні Великого Басейну і в центральній частині Скелястих гір, від південної Британської Колумбії до східної Каліфорнії, Юти і Колорадо. Зимують на заході Мексики і Центральної Америки;
- E. t. extimus Phillips, AR, 1948 — гніздяться від південної Каліфорнії до Нью-Мексико і західного Техасу. Зимують на заході Мексики[8][9];
- E. t. traillii (Audubon, 1828) — гнізняться від Великих рівнин до північного сходу США і південно-східної Канади. Зимують на північному заході Південної Америки.

## Поширення і екологія
Вербові піві-малюки гніздяться в Сполучених Штатах Америки і Канаді. Взимку вони мігрують на південь, до Мексики, Центральної Америки, Колумбії, західної Венесуели, Еквадору і північного Перу. Вербові піві-малюки живуть у верболозах та в чагарникових заростях на берегах річок і озер. Зустрічаються переважно на висоті до 2500 м над рівнем моря.

## Поведінка
Вербові піві-малюки живляться комахами та іншими дрібними безхребетними, на яких вони чатують серед рослинності або яких шукають серед листя. Іноді вони доповнюють свій раціон ягодами. Сезон розмноження триває з кінця травня по червень. Гніздо має чашоподібну форму, розміщується в чагарниках або на дереві, в розвилці між гілками.

## Збереження
МСОП класифікує цей вид як такий, що не потребує особливих заходів зі збереження. За оцінками дослідників, популяція вербових піві-малюків становить приблизно 8,1 мільйонів птахів. Вона скорочується в середньому на 12% за 10 років.